# Olombrada (kommunhuvudort)
Olombrada är en kommunhuvudort i Spanien.   Den ligger i provinsen Provincia de Segovia och regionen Kastilien och Leon, i den centrala delen av landet, 120 km norr om huvudstaden Madrid. Olombrada ligger 875 meter över havet och antalet invånare är 781.
Terrängen runt Olombrada är platt. Runt Olombrada är det glesbefolkat, med 9 invånare per kvadratkilometer. Närmaste större samhälle är Cuéllar, 12,9 km väster om Olombrada. Trakten runt Olombrada består till största delen av jordbruksmark.